# Guerra da Faixa de Agacher
A Faixa de Agacher é uma faixa de terra de 100 milhas (160 km) de comprimento, localizada no nordeste de Burquina Fasso. O território, que é presumido por conter consideráveis reservas de gás natural e recursos minerais, foi o centro de uma longa disputa entre o Alto Volta (antigo nome de Burquina Fasso até 1984) e Mali, chegando ao conflito armado em duas ocasiões: 1974 e 1985.

## Razões por trás do conflito
A principal razão é a existência de recursos naturais. Ambos as partes acreditam que a exploração desses recursos podem melhorar a péssima situação econômica seus países.
Alguns observadores sugerem que a disputa pode ter sido causada para desviar as atenções dos problemas internos causados por um retorno à ditadura militar no Alto Volta e da baixa popularidade do regime militar de Moussa Traoré em Mali.

## A Primeira "Guerra" (1974)
A disputa irrompeu em conflito armado pela primeira vez em 25 de Novembro de 1974. O conflito foi caracterizado pela falta de operações militares ou qualquer combate significativo. Apenas algumas poucas escaramuças fronteiriças que envolveram troca de tiros com armas de fogo de curto calibre foram registrados no final de novembro e meados de dezembro. As baixas em ambos os lados foram mínimas.

## Mediação Regional
Os esforços de mediação do Presidente de Togo, Gnassingbé Eyadéma, e do Presidente do Níger, Seyni Kountché, para resolver o conflito foram em vão, e os incidentes continuaram esporadicamente até início de 1975. Com aumento das tensões, numerosas represálias contra malianos no Alto Volta foram relatadas. A Organização de Unidade Africana estabeleceu uma comissão para mediar a crise, que recomendou a criação de uma comissão neutra para demarcar a fronteira. Em 18 de junho de 1975, ambos os lados, reunidos em Lomé, Togo, aceitaram a proposta.
A partir de 1977, Alto Volta e Mali aceitaram a mediação política de um grupo regional da África Ocidental conhecido como ANAAD -Acordo de Não-Agressão e Apoio a Defesa (em inglês: Non-Aggression and Defense Aid Agreement - ANAD).

## Guerra de Agacher de "Natal" (1985)
A revolução em Burquina Fasso em 1982 trouxe um novo regime com o jovem Thomas Sankara determinado a resolver todas as questões, incluindo a questão territorial. As relações entre os dois países já estavam deterioradas quando Drissa Keita, um diplomata maliano em Burquina Fasso, foi expulso. Os dois presidentes, Thomas Sankara e Moussa Traoré, também possuíam relações tensas durante algum tempo. As reuniões entre os altos diplomatas de ambos os países para discutir a questão territorial fracassaram e o radicalismo começou a crescer. Alguns jornais de Burquina Fasso atacaram Mali e acusaram o país de preparar uma invasão. Mali rejeitou as acusações e acusou Burquina Fasso de aumentar as tensões. Em 1985, ambos os países haviam experimentado vários anos de seca. A chuva finalmente chegou no final de 1985, mas as estradas lavadas e impediram a distribuição de alimentos e suprimentos médicos para a região. Durante este período, o governo de Burquina Fasso organizou um censo nacional. Os agentes do censo visitaram alguns campos dos Fulas em Mali, que provocou a indignação do governo de Mali que viu isso como uma violação da soberania. Houve relatos de ataques terrestres de Burquina Fasso em parte da Faixa de Agacher já que o novo governo de Burquina Fasso considerava o território como seu, e já que não havia contato formal com o governo do Mali. O Presidente de Mali, Moussa Traoré denunciou publicamente o ato e nos próximos 10 dias pediu que os líderes africanos pressionassem Sankara. No entanto, Burquina Fasso não deixou a área e as tensões cresceram ainda mais.
Em 25 de dezembro de 1985, os militares do Mali lançaram diversos ataques terrestres locais contra postos de fronteira de Burquina Fasso e delegacias de polícia. O exército de Burquina Fasso mobilizou soldados para a região e lançou contra-ataques. No entanto, o exército do Mali revelou-se mais preparado e melhor organizado com ataques bem sucedidos e vários bombardeamentos. Os militares do Mali apreenderam vilas e atacaram ainda mais. Burquina Fasso reagiu, mas sofreu mais perdas. O governo líbio tentou negociar um cessar-fogo em 26 de dezembro, mas este fracassou e continuaram os combates. A guerra culminou com um ataque pela Força Aérea do Mali contra um mercado em Ouahigouya, no qual um vários civis foram mortos. Um segundo cessar-fogo iniciado pelos governos da Nigéria e da Líbia em 29 de dezembro também fracassou. A ANAD, patrocinou uma trégua assinada em 30 de dezembro, levando ao fim o que ficou conhecido como a "Guerra de Natal". As estimativas do número de pessoas mortas na guerra de cinco dias variam de 59 para 300.

## Pós-guerra
Em meados de Janeiro de 1986, em uma conferência da ANAD em Yamoussoukro, Costa do Marfim, os Presidentes Moussa Traoré do Mali e Thomas Sankara de Burquina Fasso concordaram em retirar suas tropas para posições anteriores à guerra. Prisioneiros de Guerra foram trocados em fevereiro e as relações diplomáticas foram restauradas em junho. Apesar destes sinais positivos, no entanto, a disputa permaneceu sem solução. O caso foi levado ao Tribunal Internacional de Justiça.
Em sua decisão proferida em 22 de dezembro de 1986, o tribunal dividiu as 1.150 milhas quadradas (3.000 km2) do território disputado quase igualmente. Mali recebeu a parte ocidental e Burquina Fasso a oriental. O Presidente Traoré qualificou o acordo de "muito satisfatório" e uma vitória para os "povos irmãos" do Mali e Burquina Fasso.